# داونپتریک
داونپتریک (به انگلیسی: Downpatrick) یک شهرک در بریتانیا است که در Down District Council واقع شده‌است. داونپتریک ۱۹٬۸۱۷ نفر جمعیت دارد.

## خواهرخوانده
شهر بزون خواهرخواندهٔ داونپتریک هست.